# Волпи, Тиаго
Тиа́го Лу́ис Во́лпи (порт. Tiago Luis Volpi; 19 декабря 1990, Блуменау, штат Санта-Катарина) — бразильский футболист, вратарь. Выступает за клуб «Толука».

## Биография
Тиаго Волпи на юношеском и молодёжном уровне занимался в академиях клубов «Сан-Жозе» (Порту-Алегри) и «Флуминенсе» (Рио-де-Жанейро). На профессиональном уровне дебютировал в «Сан-Жозе» 24 марта 2010 года в матче против «Интернасьонала». Скромный «Сан-Жозе» сумел разгромить соперников, которые в том году завоевали Кубок Либертадорес, со счётом 3:0. Волпи вышел на замену получившему травму Рафаэлу Дал Ри на 18 минуте при счёте 0:0. В том же году, 17 июля, дебютировал в Серии D чемпионата Бразилии. «Сан-Жозе» одержал победу 1:0 над «Операрио Ферровиарио», а Волпи, получив на 86 минуте жёлтую карточку, провёл весь матч. В 2011 году на правах аренды выступал за «Луверденсе».
С 2012 по 2014 год Тиаго Волпи выступал за «Фигейренсе» из Флорианополиса. Провёл очень сильный сезон 2014 года. В частности, помог своей команде выиграть чемпионат штата Санта-Катарина, а в чемпионате Бразилии сыграл в основе в 37 из 38 матчей. В декабре 2014 года перешёл в мексиканский «Керетаро». Помог «белым петухам» выиграть Кубок Мексики (Апертура 2016) с Суперкубок в 2017 году. Волпи стал незаменимым игроком основного состава в своём клубе — до такой степени, что в среде болельщиков и аналитиков начались разговоры о возможности получения бразильцем мексиканского гражданства, чтобы впоследствии защищать честь сборной Мексики.
Однако в январе 2019 года Тиаго Волпи, по его выражению, «не задумываясь», согласился на правах аренды перейти в «Сан-Паулу», чтобы быть ближе к тренерскому штабу именно бразильской сборной, а также чтобы реализовать мечту поиграть в одном из ведущих клубов Бразилии. 28-летний Волпи стал самым опытным вратарём в составе «трёхцветных» и сразу же начал неизменно выступать в основном составе команды.
14 мая 2022 года «Сан-Паулу» продал Волпи в мексиканскую «Толуку» за 7,5 млн реалов.

## Титулы и достижения
- Чемпион штата Сан-Паулу (1): 2021
- Чемпион штата Санта-Катарина (1): 2014
- Обладатель Кубка Мексики (1): Апертура 2016
- Обладатель Суперкубка Мексики (1): 2017